# Ernst Schäfer (Politiker, 1830)
Ernst Friedrich Gottlieb Schäfer (* 30. November 1830 in Kölleda; † 12. Januar 1899 in Neuemühle bei Kassel (Niederzwehren)) war ein deutscher Beamter und Politiker.

## Leben
Schäfer war der Sohn des Unteroffiziers Michael Ernst Schäfer und dessen Ehefrau Amalie, geborene Martini. Er heiratete am 28. Juni 1859 in Goddelsheim Agnes Caroline Amalie Kleinschmit (1837–1894).
Schäfer besuchte die Höhere Bürgerschule Merseburg und Privatschulen des Pfarrers Dr. Johann Christian Wilhelm Schwabe (1792–1865) in Reisdorf und des Pfarrers Eduard Brandt (1812–1877) in Kölleda. Danach machte er eine Ausbildung als Geometer in Naumburg a.d. Saale. 1847 bis 1850 war er als Geometer in Anhalt-Köthen und Sachsen-Altenburg. 1851 legte er das Feldmesserexamen in Dresden ab und arbeitete dann in reußischen und weimarischen Diensten. 1856 wechselte er in waldecksche Dienste und wurde Fortschreibungsbeamter im Kreis des Eisenbergs. Von 1862 bis 1867 war er Ökonomiekommissar bei der Domänenverwaltung, 1868 kommissarischer Kreisrentmeister und 1869 Kreisrentmeister in Nieder-Wildungen. 1884 trat er in den Ruhestand.
In den Jahren von 1878 bis 1887 war er Abgeordneter im Landtag des Fürstentums Waldeck-Pyrmont. Er wurde im Wahlkreis Kreis der Eder gewählt.